# Gnevno patuvane
Gnevno patuvane (búlgar: Гневно пътуване, "viatge irritant") és una pel·lícula dramàtica búlgara de 1971 dirigida per Nikola Korabov. Fou seleccionada en el 7è Festival Internacional de Cinema de Moscou.

## Argument
Chavdar s'ha llicenciat en geologia. Desitja exercir una carrera com a científic, però el seu pare decideix que faci pràctiques en una rica muntanya mineral de Rhodopa. Chavdar coneix geòlegs i locals que estimen la seva professió i la regió. Aquí troba l'amor autèntic amb Vanya, una noia nascuda i criada a la muntanya. És estudiant de geologia i somia trobar noves fonts de mineral. Chavdar ha de marxar, però vol tornar per continuar la seva recerca.

## Repartiment
- Iossif Surchadzhiev - Chavdar
- Dorotea Toncheva - Vanya
- Severina Teneva - Yuliya
- Nikola Todev - Bay Stoyan
- Georgi Kaloyanchev - Pare de Chavdar